# Louis Bourdaloue
Louis Bourdaloue SJ (ur. 20 sierpnia 1632 – zm. 13 maja 1704 w Paryżu), francuski jezuita i kaznodzieja, urodzony w Bourges. W wieku 16 lat wstąpił do Towarzystwa Jezusowego, był profesorem retoryki, filozofii, i teologii moralnej. Jego kazania cieszyły się taką popularnością, że został przeniesiony do Paryża w 1669 do kościoła Św. Ludwika. Ze względu na elokwencję wypowiedzi został szybko zrównany z Racinem czy braćmi Corneille. Prawił kazania w Wersalu. Z pewnością Bourdaloue jest jednym z największych oratorów francuskich i wiele z jego kazań było używanych we francuskich książkach szkolnych. Jego nazwiskiem nazwane są m.in. we Francji wykwintne nocniki.